# 阿比太神社

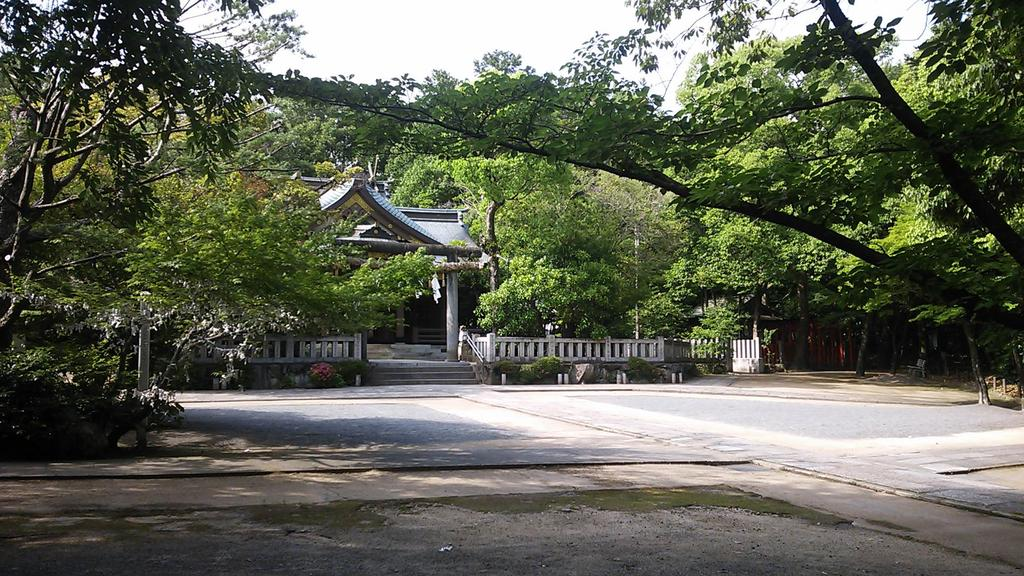
境内

阿比太神社（あびたじんじゃ）は、大阪府箕面市桜ヶ丘にある神社。『延喜式神名帳』に掲載されている摂津国豐嶋郡阿比太神社に比定されている。江戸時代には牛頭天王と呼ばれていた。素盞嗚尊を祭神としている。箕面がゆずの産地であることから、ゆずの形をした”ゆずみくじ”を引くことができる。

## 歴史

### 概史
社伝によると、応神天皇3年に創建とされる。延長5年（927年）成立の「延喜式」神名帳では「阿比太神社 大 月次新嘗」とあり、朝廷の月次祭・新嘗祭では幣帛に預かる旨が定められていた。現在は箕面市桜ヶ丘に鎮座しているが、かつては現在の阪急箕面線箕面駅の北に社殿を置いていたという。江戸時代には広く崇敬を集め幣帛を受けた。明治5年（1872年）に村社に列格し、同44年（1911年）には神饌幣帛料供進社となる。昭和50年（1975年）には社殿を改築した。

### 神階
- 嘉祥3年（850年）1月22日、従五位下（『続日本後紀』）‐ 表記は「阿比太神」。